# 世界タッグ王座
世界タッグ王座（せかいタッグおうざ）は、全日本プロレスが管理、PWFが認定している王座。

## 概要
PWF世界タッグ王座、インターナショナル・タッグ王座の統一王座で、全日本プロレスにおけるタッグ王座の至宝といえる存在となっている。
1988年6月10日、インターナショナル・タッグ王者のロード・ウォリアーズと、PWF世界タッグ王者のジャンボ鶴田&谷津嘉章組（五輪コンビ）が統一戦を行い、五輪コンビが反則勝ち。その2日後にジャイアント馬場が渡米し、NWAとPWF双方から了解を得て、6月27日に五輪コンビを初代世界タッグ王者とすることを発表。当初はNWAが認可しPWFが認定する王座であったが、全日本プロレスがNWAを脱退したのちは、NWAの認可が無くなり、PWFが認定する王座となり、以降、現在まで継承されている。
三冠ヘビー級王座と世界タッグの両王座を同時戴冠している王者は「五冠王者」とも形容される。
1988年から1994年までは、年末の世界最強タッグ決定リーグ戦（以下、最強タッグリーグ）が近づくと世界タッグ王者組がベルトを返上し、最強タッグリーグで優勝したチームが新王者になるという形式が取られていたが、1995年以降はこの慣例もなくなった。なお、ベルト返上後に最強タッグリーグで優勝し世界タッグ王座へ返り咲いた例は9回中4回あり、1989年の天龍源一郎&スタン・ハンセン組（第10代・第11代）、1994年の三沢光晴&小橋健太組（第24代・第25代）、2012年の大森隆男&征矢学組（第63代・第64代）、2014年の秋山準&大森隆男組（第67代・第68代）が達成している。
チャンピオンベルトについては、三冠ヘビー級王座は2013年に新たに3本のベルトを一本化した上で新調し、旧ベルトの3本は全日本プロレス創業者たるジャイアント馬場の遺族に返還されたが、世界タッグ王座は長らく2本（各人に2本ずつの計4本）のベルトをそのまま使用していた。2025年7月、世界タッグ王座を構成する2本のベルトの老朽化などを理由に、全日本プロレスはチャンピオンベルトの新調を発表、同年7月17日の後楽園ホールでの興行で開催される宮原健斗&青柳優馬組対大森北斗&タロース組の選手権試合の勝者に新ベルトが贈呈されることとなった。新ベルトは従来のPWFタッグ王座ベルト・インタータッグ王座ベルトをそれぞれリニューアルしたものとなり、一本化はされなかった。

## 歴代王者
| 歴代    | 王者                     | 王者                     | 戴冠回数 | 防衛回数 | 獲得日         | 獲得場所 備考（対戦相手）                                |
| ------- | ------------------------ | ------------------------ | -------- | -------- | -------------- | -------------------------------------------------------- |
| 初代    | ジャンボ鶴田             | 谷津嘉章                 | 1        | 0        | 1988年06月10日 | 日本武道館 （アニマル・ウォリアー&ホーク・ウォリアー）   |
| 第2代   | スタン・ハンセン         | テリー・ゴディ           | 1        | 0        | 1988年07月29日 | 高崎市中央体育館                                         |
| 第3代   | ジャンボ鶴田             | 谷津嘉章                 | 2        | 0        | 1988年07月31日 | 千代台公園陸上競技場                                     |
| 第4代   | 天龍源一郎               | 阿修羅・原               | 1        | 0        | 1988年08月29日 | 日本武道館                                               |
| 第5代   | ジャンボ鶴田             | 谷津嘉章                 | 3        | 0        | 1988年08月30日 | 大阪府立体育会館 王座返上                                |
| 第6代   | スタン・ハンセン         | テリー・ゴディ           | 2        | 0        | 1988年12月16日 | 日本武道館 世界最強タッグ決定リーグ戦優勝                |
| 第7代   | ジャンボ鶴田             | 谷津嘉章                 | 4        | 7        | 1989年02月02日 | カンザスシティ・メモリアルホール                         |
| 第8代   | 天龍源一郎               | スタン・ハンセン         | 1        | 0        | 1989年07月11日 | 札幌中島スポーツセンター                                 |
| 第9代   | ジャンボ鶴田             | 谷津嘉章                 | 5        | 1        | 1989年07月22日 | 石川県産業展示館                                         |
| 第10代  | 天龍源一郎               | スタン・ハンセン         | 2        | 0        | 1989年10月20日 | 愛知県体育館 王座返上                                    |
| 第11代  | 天龍源一郎               | スタン・ハンセン         | 3        | 0        | 1989年12月06日 | 日本武道館 世界最強タッグ決定リーグ戦優勝                |
| 第12代  | テリー・ゴディ           | スティーブ・ウィリアムス | 1        | 1        | 1990年03月06日 | 日本武道館                                               |
| 第13代  | ジャンボ鶴田             | ザ・グレート・カブキ     | 1        | 0        | 1990年07月19日 | 武生市体育館 王座返上                                    |
| 第14代  | テリー・ゴディ           | スティーブ・ウィリアムス | 2        | 2        | 1990年12月07日 | 日本武道館 世界最強タッグ決定リーグ戦優勝                |
| 第15代  | スタン・ハンセン         | ダニー・スパイビー       | 1        | 2        | 1991年04月18日 | 日本武道館                                               |
| 第16代  | テリー・ゴディ           | スティーブ・ウィリアムス | 3        | 0        | 1991年07月06日 | 横須賀市総合体育会館                                     |
| 第17代  | 三沢光晴                 | 川田利明                 | 1        | 1        | 1991年07月24日 | 石川県産業展示館 王座返上                                |
| 第18代  | テリー・ゴディ           | スティーブ・ウィリアムス | 4        | 0        | 1991年12月06日 | 日本武道館 世界最強タッグ決定リーグ戦優勝                |
| 第19代  | ジャンボ鶴田             | 田上明                   | 1        | 2        | 1992年03月04日 | 日本武道館 王座返上                                      |
| 第20代  | 三沢光晴                 | 川田利明                 | 2        | 0        | 1992年12月04日 | 日本武道館 世界最強タッグ決定リーグ戦優勝                |
| 第21代  | テリー・ゴディ           | スティーブ・ウィリアムス | 5        | 0        | 1993年01月30日 | 千葉県体育館                                             |
| 第22代  | 川田利明                 | 田上明                   | 1        | 2        | 1993年05月20日 | 札幌中島スポーツセンター                                 |
| 第23代  | スタン・ハンセン         | テッド・デビアス         | 1        | 1        | 1993年09月03日 | 日本武道館 王座返上                                      |
| 第24代  | 三沢光晴                 | 小橋健太                 | 1        | 2        | 1993年12月03日 | 日本武道館 世界最強タッグ決定リーグ戦優勝、王座返上      |
| 第25代  | 三沢光晴                 | 小橋健太                 | 2        | 2        | 1994年12月10日 | 日本武道館 世界最強タッグ決定リーグ戦優勝                |
| 第26代  | 川田利明                 | 田上明                   | 2        | 3        | 1995年06月09日 | 日本武道館                                               |
| 第27代  | スタン・ハンセン         | ゲーリー・オブライト     | 1        | 0        | 1996年01月24日 | 松本市総合体育館                                         |
| 第28代  | 川田利明                 | 田上明                   | 3        | 0        | 1996年02月20日 | 岩手県営体育館                                           |
| 第29代  | 三沢光晴                 | 秋山準                   | 1        | 2        | 1996年05月23日 | 札幌中島スポーツセンター                                 |
| 第30代  | スティーブ・ウィリアムス | ジョニー・エース         | 1        | 1        | 1996年09月05日 | 日本武道館                                               |
| 第31代  | 川田利明                 | 田上明                   | 4        | 1        | 1997年01月17日 | 松本市総合体育館                                         |
| 第32代  | 小橋健太                 | ジョニー・エース         | 1        | 0        | 1997年05月27日 | 札幌中島スポーツセンター                                 |
| 第33代  | スティーブ・ウィリアムス | ゲーリー・オブライト     | 1        | 1        | 1997年07月25日 | 日本武道館                                               |
| 第34代  | 小橋健太                 | ジョニー・エース         | 2        | 0        | 1997年10月04日 | 愛知県体育館                                             |
| 第35代  | 川田利明                 | 田上明                   | 5        | 4        | 1998年01月25日 | 横浜文化体育館                                           |
| 第36代  | 小橋健太                 | 秋山準                   | 1        | 1        | 1999年01月7日  | 高知県民体育館                                           |
| 第37代  | ジョニー・エース         | バート・ガン             | 1        | 0        | 1999年06月09日 | 宮城県スポーツセンター                                   |
| 第38代  | 高山善廣                 | 大森隆男                 | 1        | 0        | 1999年07月23日 | 日本武道館                                               |
| 第39代  | 三沢光晴                 | 小川良成                 | 1        | 0        | 1999年08月25日 | 広島市東区スポーツセンター                               |
| 第40代  | 小橋健太                 | 秋山準                   | 2        | 2        | 1999年10月23日 | 愛知県体育館                                             |
| 第41代  | ベイダー                 | スティーブ・ウィリアムス | 1        | 0        | 2000年02月20日 | ワールド記念ホール 王座返上                              |
| 第42代  | 川田利明                 | 田上明                   | 6        | 0        | 2000年06月09日 | 日本武道館 （高山善廣&大森隆男）、王座返上               |
| 第43代  | 太陽ケア                 | ジョニー・スミス         | 1        | 3        | 2001年01月14日 | 後楽園ホール （川田利明&渕正信）                         |
| 第44代  | 天龍源一郎               | 安生洋二                 | 1        | 2        | 2001年07月14日 | 日本武道館                                               |
| 第45代  | 武藤敬司                 | 太陽ケア                 | 1        | 2        | 2001年10月22日 | 新潟市体育館                                             |
| 第46代  | ブライアン・アダムス     | ブライアン・クラーク     | 1        | 1        | 2002年07月17日 | 大阪府立体育会館 王座返上                                |
| 第47代  | 小島聡                   | 太陽ケア                 | 1        | 0        | 2002年12月06日 | 日本武道館 世界最強タッグ決定リーグ戦優勝                |
| 第48代  | 武藤敬司                 | 嵐                       | 1        | 5        | 2003年06月08日 | 横浜文化体育館                                           |
| 第49代  | 小島聡                   | カズ・ハヤシ             | 1        | 1        | 2004年01月18日 | 大阪府立体育会館                                         |
| 第50代  | 永田裕志                 | ケンドー・カシン         | 1        | 0        | 2004年06月12日 | 愛知県体育館 王座剥奪                                    |
| 第51代  | 太陽ケア                 | ジャマール               | 1        | 3        | 2005年01月16日 | 大阪府立体育会館 （吉江豊&棚橋弘至）、王座返上           |
| 第52代  | 川田利明                 | 太陽ケア                 | 1        | 1        | 2007年02月17日 | 両国国技館 （諏訪魔&RO'Z）                               |
| 第53代  | 小島聡                   | TARU                     | 1        | 0        | 2007年08月26日 | 両国国技館                                               |
| 第54代  | 武藤敬司                 | ジョー・ドーリング       | 1        | 1        | 2008年01月03日 | 後楽園ホール                                             |
| 第55代  | 太陽ケア                 | 鈴木みのる               | 1        | 4        | 2008年06月28日 | 大阪府立体育会館                                         |
| 第56代  | 武藤敬司                 | 船木誠勝                 | 1        | 0        | 2010年01月03日 | 後楽園ホール 王座返上                                    |
| 第57代  | 太陽ケア                 | 曙                       | 1        | 3        | 2010年07月04日 | 大阪府立体育会館 （諏訪魔&浜亮太）                       |
| 第58代  | KONO                     | ジョー・ドーリング       | 1        | 1        | 2011年02月06日 | 後楽園ホール 王座剥奪                                    |
| 第59代  | グレート・ムタ           | KENSO                    | 1        | 1        | 2011年06月19日 | 両国国技館 （曙&浜亮太）                                 |
| 第60代  | ダーク・オズ             | ダーク・クエルボ         | 1        | 3        | 2011年10月23日 | 両国国技館                                               |
| 第61代  | 大森隆男                 | 征矢学                   | 1        | 0        | 2012年03月20日 | 両国国技館                                               |
| 第62代  | 真田聖也                 | ジョー・ドーリング       | 1        | 0        | 2012年05月20日 | アクロス福岡                                             |
| 第63代  | 大森隆男                 | 征矢学                   | 2        | 3        | 2012年06月17日 | 後楽園ホール 王座返上                                    |
| 第64代  | 大森隆男                 | 征矢学                   | 3        | 2        | 2012年11月30日 | 後楽園ホール 世界最強タッグ決定リーグ戦優勝              |
| 第65代  | 秋山準                   | 潮崎豪                   | 1        | 3        | 2013年03月17日 | 両国国技館                                               |
| 第66代  | 諏訪魔                   | ジョー・ドーリング       | 1        | 4        | 2013年10月22日 | 三条市栄体育館                                           |
| 第67代  | 秋山準                   | 大森隆男                 | 1        | 3        | 2014年06月28日 | 札幌テイセンホール 王座返上                              |
| 第68代  | 秋山準                   | 大森隆男                 | 2        | 2        | 2014年12月06日 | 大阪府立体育会館第1競技場 世界最強タッグ決定リーグ戦優勝 |
| 第69代  | 曙                       | 吉江豊                   | 1        | 0        | 2015年03月22日 | 博多スターレーン                                         |
| 第70代  | 潮崎豪                   | 宮原健斗                 | 1        | 3        | 2015年05月06日 | 後楽園ホール 王座返上                                    |
| 第71代  | ゼウス                   | ボディガー               | 1        | 2        | 2015年12月23日 | 大阪府立体育会館 （秋山準&大森隆男）                     |
| 第72代  | 関本大介                 | 岡林裕二                 | 1        | 4        | 2016年06月15日 | 後楽園ホール                                             |
| 第73代  | ゼウス                   | ボディガー               | 2        | 4        | 2016年11月27日 | 両国国技館                                               |
| 第74代  | KAI                      | 真霜拳號                 | 1        | 0        | 2017年05月21日 | 後楽園ホール                                             |
| 第75代  | ゼウス                   | ボディガー               | 3        | 1        | 2017年06月11日 | 後楽園ホール                                             |
| 第76代  | ジェイク・リー           | 野村直矢                 | 1        | 1        | 2017年07月17日 | 後楽園ホール 王座返上                                    |
| 第77代  | 関本大介                 | 岡林裕二                 | 2        | 0        | 2017年08月27日 | 両国国技館 （KAI&野村直矢）、王座返上                    |
| 第78代  | 秋山準                   | 大森隆男                 | 3        | 0        | 2017年10月21日 | 横浜文化体育館 （関本大介&伊東竜二）                     |
| 第79代  | 諏訪魔                   | 石川修司                 | 1        | 0        | 2018年01月03日 | 後楽園ホール                                             |
| 第80代  | 宮原健斗                 | ヨシタツ                 | 1        | 0        | 2018年02月03日 | 横浜文化体育館                                           |
| 第81代  | ゼウス                   | ボディガー               | 4        | 0        | 2018年02月25日 | 大阪府立体育会館第2競技場                                |
| 第82代  | 崔領二                   | ディラン・ジェイムス     | 1        | 1        | 2018年03月25日 | さいたまスーパーアリーナコミュニティアリーナ             |
| 第83代  | 諏訪魔                   | 石川修司                 | 2        | 4        | 2018年06月30日 | ホテルエミシア札幌                                       |
| 第84代  | 関本大介                 | 岡林裕二                 | 3        | 1        | 2019年01月13日 | 後楽園ホール                                             |
| 第85代  | 諏訪魔                   | 石川修司                 | 3        | 3        | 2019年03月19日 | 後楽園ホール                                             |
| 第86代  | ゼウス                   | 崔領二                   | 1        | 1        | 2019年09月03日 | 後楽園ホール                                             |
| 第87代  | 諏訪魔                   | 石川修司                 | 4        | 5        | 2020年01月02日 | 後楽園ホール                                             |
| 第88代  | 宮原健斗                 | 青柳優馬                 | 1        | 4        | 2021年01月02日 | 後楽園ホール                                             |
| 第89代  | 諏訪魔                   | 芦野祥太郎               | 1        | 3        | 2021年09月07日 | 後楽園ホール                                             |
| 第90代  | 石川修司                 | 佐藤耕平                 | 1        | 1        | 2022年05月14日 | ホテルエミシア札幌                                       |
| 第91代  | 芦野祥太郎               | 本田竜輝                 | 1        | 4        | 2022年06月19日 | 大田区総合体育館                                         |
| 第92代  | 諏訪魔                   | KONO                     | 1        | 0        | 2022年10月23日 | 大阪府立体育会館第2競技場                                |
| 第93代  | 宮原健斗                 | 野村卓矢                 | 1        | 0        | 2023年01月02日 | 後楽園ホール                                             |
| 第94代  | 青柳優馬                 | 野村直矢                 | 1        | 0        | 2023年01月22日 | 後楽園ホール                                             |
| 第95代  | 拳王                     | 征矢学                   | 1        | 2        | 2023年03月21日 | 大田区総合体育館                                         |
| 第96代  | 宮原健斗                 | 青柳優馬                 | 2        | 3        | 2023年06月15日 | 後楽園ホール                                             |
| 第97代  | 斉藤ジュン               | 斉藤レイ                 | 1        | 4        | 2023年10月09日 | 角田市総合体育館 王座返上                                |
| 第98代  | 諏訪魔                   | 鈴木秀樹                 | 1        | 1        | 2024年02月25日 | KBSホール （宮原健斗&青柳優馬）                          |
| 第99代  | 斉藤ジュン               | 斉藤レイ                 | 2        | 8        | 2024年3月030日 | 大田区総合体育館                                         |
| 第100代 | 宮原健斗                 | 青柳優馬                 | 3        | 3        | 2025年3月09日  | 後楽園ホール                                             |
| 第101代 | 鈴木秀樹                 | 真霜拳號                 | 1        |          | 2025年8月03日  | 大田区総合体育館                                         |

## 主な記録
- 最多戴冠者：9回
川田利明（第17・20・22・26・28・31・35・42・52代）
- 最多戴冠回数：6回
川田利明&田上明（第22・26・28・31・35・42代）
- 最多連続防衛回数：8回
斉藤ジュン&斉藤レイ（第99代）
- 最多通算防衛回数：12回
諏訪魔&石川修司
斉藤ジュン&斉藤レイ
- 最年長戴冠：51歳5か月
天龍源一郎（第44代）
- 最年少戴冠：22歳4か月
本田竜輝（第91代）

## 世界タッグ王座のベルト返還請求訴訟
経緯
2004年6月12日に行われた世界タッグ選手権試合で、永田裕志（新日本プロレス）とケンドー・カシンが世界タッグ王座を獲得。カシンは試合後に「このベルトは封印する」と宣言し、その言葉通り半年間防衛戦を行わなかった。カシンは全日本プロレス側より世界タッグ王座を剥奪されたが、ベルトを返還しなかった。その後、全日本プロレスが世界タッグ王座のベルトの返還を求める際に、誠意を持った対応をせずに「ベルトの写真撮影のためにベルトを貸してほしい」などの発言をしたため、カシンにとって王者としてのプライドを傷つけられた結果となり、また「貸してほしい」とカシン自身に所有権を認めたかのような発言を全日本プロレス側が行い、その後カシンは全日本プロレスとの連絡を一切取らないようになった為、全日本プロレスは2005年8月2日付で東京地裁に民事訴訟を起こした。
初公判
2005年10月5日、東京地裁513法廷で行われた。初公判において全日本プロレス側は訴状でと前提として「選手契約を結んでいた被告と」した。しかし実際には全日本プロレスの以下のような独特の契約体制、ベルト管理体制が明らかになり、結果として訴状自体の効力が問題視された。
- 全日本プロレスの選手契約は口約束のため、契約書などが存在しない（これはジャイアント馬場の生前からのもので、外国人レスラーの間では「馬場が『わかった』と言えばどんな契約書より信用できる」といわれていた）。
- 「ベルトは全日本の由緒正しい所有物。団体側に所有権があり、王者には預託しただけ」

独特の選手契約もさることながら、そもそも全日本プロレス世界タッグ選手権を「勝利」したはずのレスラーにベルトの所有権がなく、王者に預託しただけという発言はプロレスビジネスを知らない人間にはわかりにくい理屈ともいえる。初公判の席上、裁判長は主に以下の2点について全日本プロレス側に質問をした。
- （1）全日本プロレスの所有物であるならば、そもそもどういう経緯で手に入れたのか
- （2）王者になるという事とベルトを占有する事に違いはあるのか

「（2）王者になるという事とベルトを占有する事に違いはあるのか」ということについては、防衛を重ねた名王者がチャンピオンベルトの個人所有を許されるというプロレス、ボクシング共通の習慣が存在する（すなわち、1回獲得した程度では所有は許されない）。また、個人所有を認める場合でも、王座の象徴としてのチャンピオンベルトは団体が新製し所有するのが普通である。
東京スポーツ証拠資料提出
全日本プロレス側の弁護士が、カシン被告の全日本プロレスに対する無礼な言動を示す証拠として提出したのが「東京スポーツ」だった。この証拠を提出された裁判長は「これはベスト・エビデンス（証拠）にはならない。次は、ちゃんとした資料を出してください」と以下のようにコメントし、証拠を却下した。全日本が東スポを証拠として出した理由は、石澤は不定期の人生相談コーナーを持つなど東スポ誌面に数多く登場しており、石澤が問題のベルトを所持していること、全日本を中傷する言動を繰り返していること等が書かれてあったからである。また、プロレスを詳細に報道する日刊紙はそもそも東京スポーツぐらいしか存在しない。
顛末
全日本プロレスは早期和解を求めたが、カシン側は「ベルト獲得後に全日本プロレスに試合を組んでもらえなかったことが原因」とし、あくまでもリング上での決着を求めたため物別れに終わった。そんな中あくまで自分の主張を譲らないカシンの行動についていけなくなったカシン側の弁護士がカシンの弁護を辞退するという事態になり、手詰まりになったカシン被告は2006年4月末に着払いでベルトを返還したと報道されているが、なぜか全日本プロレスの公式発表は一切ない。